# Butis
Butis — рід риб родини Butidae, підряду Бичковидні (Gobioidei). Поширені у прісних, солонуватих і морських водах узбережжя Індійського океану вздовж Африки, Південносхідної Азії, а також островів Тихого океану і Австралії.

## Види
Містить такі види:
- Butis amboinensis (Bleeker, 1853)
- Butis butis (F. Hamilton, 1822)
- Butis gymnopomus (Bleeker, 1853)
- Butis humeralis (Valenciennes, 1837)
- Butis koilomatodon (Bleeker, 1849)
- Butis melanostigma (Bleeker, 1849)